# Seiner Majestät Schiff
Seiner Majestät Schiff, röviden csak SMS, illetve S.M.S., német nyelvű rövidítés, ami magyarul annyit jelent, hogy Őfelsége hajója. A Német Császári Haditengerészetnél, illetve az Osztrák–Magyar Monarchia tengerészeténél a hajók neve előtt állt ez a rövidítés. Például SMS Gneisenau a német, illetve SMS Szent István az osztrák-magyarnál.
Gyakran állt csak lerövidítve S.M. vagy SM-ként, ilyenkor csak „Seiner Majestät”-et jelentett, ezt általában akkor használták, ha hajóosztályokat kívántak megnevezni. Példaként S.M. Kleiner Kreuzer Emden: Seiner Majestät Kleiner Kreuzer Emden, (Őfelsége Emden könnyűcirkálója). Létezett egy különleges változata is, a német császári haditengerészetnél a jachtoknak a következő volt a rövidítésük: S.M.Y. illetve SMY, tehát Seiner Majestät Yacht. A rövidítés az angol HMS, „His Majesty’s Ship” ugyanezen jelentésű szavaiból származik.
A tengeralattjáróknak a Monarchia flottájában számaik voltak, ezért „S.M.U“, vagyis ha az U-Boot tornyán az állt, hogy S.M. U 20, akkor ez a következőt jelentette: Seiner Majestät U-Boot Nr. 20 (Őfelsége 20-as számú tengeralattjárója). Ezt a rövidítést csak 1918-ig alkalmazták, mert utána mindkét országban lemondott a császár és köztársasággá alakultak. Ezen kívül a Monarchia megszűnt többé tengeri hatalom lenni.

## Fordítás
Ez a szócikk részben vagy egészben a Seiner Majestät Schiff című német Wikipédia-szócikk ezen változatának fordításán alapul.  Az eredeti cikk szerkesztőit annak laptörténete sorolja fel. Ez a jelzés csupán a megfogalmazás eredetét és a szerzői jogokat jelzi, nem szolgál a cikkben szereplő információk forrásmegjelöléseként.